# Kürkənd (Şərur)
Kürkənd è un comune dell'Azerbaigian situato nel distretto di Şərur.